# Corrado Fabi

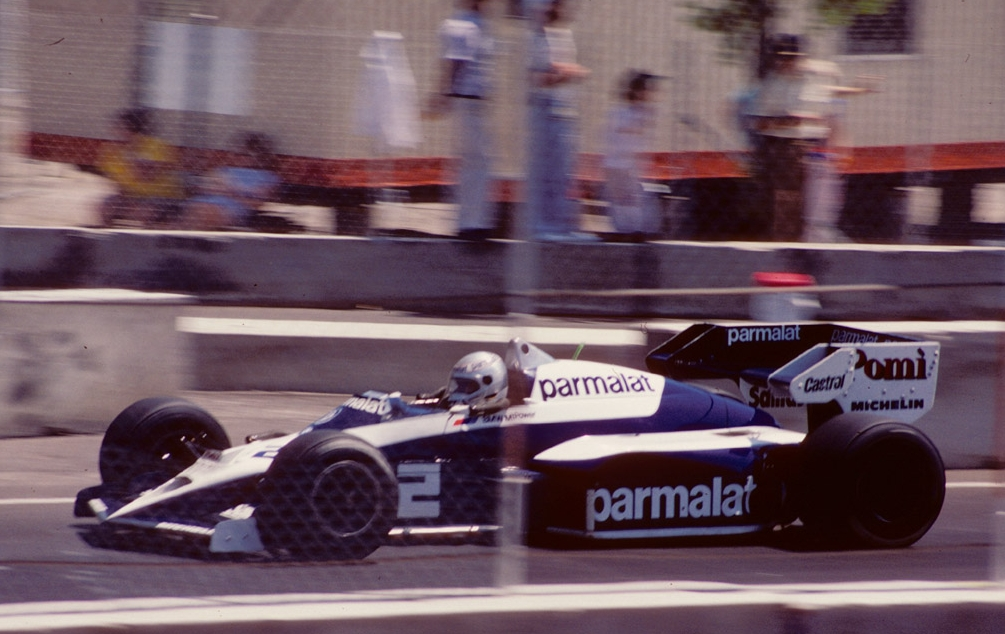
Cotxe amb el qual va participar en el Gran Premi dels Estats Units del 1984 en substitució del seu germà.

Corrado Fabi (12 d'abril, 1961, Milà) és un pilot italià. Va participar en 20 grans premis sense aconseguir punts assolint un setè lloc com millor resultat. És el germà menor de Teo Fabi.